# 大野潔
大野 潔（おおの きよし、男性、1930年3月30日 - 2006年12月18日）は、政治家。元公明党衆議院議員。

## 経歴
東京都出身。1946年、東京都建設局に入る。1949年、攻玉社高等工業学校土木工学科卒業。1950年に測量士補、1954年に設計技術士となった。1961年、東京都を退職して、創価学会渉外部に入る。
1967年2月の第31回衆議院議員総選挙に東京7区から公明党公認でに出馬し初当選した。以後、第38回まで8期連続当選した。
公明党委員長竹入義勝の下で副書記長、国対委員長や長年に渡り選挙対策委員長に就任。
80年代に社会党との社公連合政権構想や民社党との公民連合政権構想まとめ選挙協力を成立させる。
1986年、12月党大会で委員長に選出された矢野絢也新委員長の誕生で選対委員長を退任。後任に長田武士に内定。
1988年、矢野の下で常任企画委員に就任。
1990年、竹入と共に政界引退。
2006年12月18日午後8時20分、肺癌のため東京都三鷹市の病院で死去。76歳。

## 人物
- 創価学会には1953年に入信した[3]。